# Ephraim Chambers
Ephraim Chambers (født cirka 1680, død 15. maj 1740) var en engelsk forfatter og encyklopædist, som er mest kendt for at have skrevet encyklopædien Cyclopaedia, or Universal Dictionary of Arts and Sciences. 
Chambers blev født i Kendal i Westmorland i England og gik på Heversham Grammar School. Der vides ikke meget om hans tidlige liv, end at han var i lære hos globus-mageren John Senex i London mellem 1714-1721. Det var her at han udviklede planen for sin Cyclopaedia, or Universal Dictionary of Arts and Sciences. Efter at være begyndt på sin cyklopdia forlod han Senex og brugte al sin energi på udarbejdelsen af sit værk. Han lejede værelser på den litterært berømte Gray's Inn i London, hvor han blev boende resten af sit liv. 

## Cyclopaedia
Den første udgave af Cyclopaedia, or Universal Dictionary of Arts and Sciences|Cyclopedia fremkom ved subskription i 1728 i to folio bind med en trykt dedikation til kongen. Encyklopædien blev senere genudgivet og udvidet adskillige gange. 
Chambers' Cyclopedia blev inspirationen til den franske Encyclopédie af Denis Diderot og Jean le Rond d'Alembert, idet deres arbejde begyndte som en oversættelse af Chambers' bog, men udviklede sig snart til et selvstændigt projekt. 
Foruden Cyclopaedia skrev Chambers for det litterære kritiske tidsskrift Literary Magazine, som han sandsynligvis også redigerede 1735-1736. Desuden oversatte han bøger fra fransk til engelsk, fortrinsvis om perspektiv og kemi. Han samarbejdede også med botanisten John Martyn om oversættelsen af bogen, der blev til History and Memoirs of the Royal Academy of Sciences at Paris (1742).
Chambers blev begravet i klosteret i Westminster Abbey. Hans gravskrift blev udgivet både på det oprindelige latin og i en engelsk oversættelse i det engelske Gentleman's Magazine, bind 10: 
"Multis pervulgatus
paucis notus
Qui vitam inter lucem et umbram
Nec eruditus nec idiota
Literis deditus transegit, sed ut homo
Qui humani nihil a se alienum putat
Vita simul et laboribus functus
Hic requiescere voluit
EPHRAIM CHAMBERS.
På engelsk:
"Heard of by many,
Known to few,
Who led a Life between Fame and Obscurity
Neither abounding nor deficient in Learning
Devoted to Study, but as a Man
Who thinks himself bound to all Offices of Humanity,
Having finished his Life and Labours together,
Here desires to rest
EPHRAIM CHAMBERS."